# Pilczyca (Włoszczowa)
Pour les articles homonymes, voir Pilczyca.
Pilczyca est une localité polonaise de la gmina de Kluczewsko, située dans le powiat de Włoszczowa en voïvodie de Sainte-Croix.